# سنت‌ایشتوان‌باکشا
سنت‌ایشتوان‌باکشا (به مجاری:  Szentistvánbaksa) یک منطقهٔ مسکونی در مجارستان است که در بورشود-آبااوی-زمپلن واقع شده‌است.